# صموئيل أليجرو
صموئيل أليجرو (بالفرنسية: Samuel Allegro)‏ هو لاعب كرة قدم فرنسي في مركز الدفاع، ولد في 14 مارس 1978 في سانت شاموند في فرنسا. لعب مع نادي أميان ونادي النجم الأحمر ونادي شاتورو ونادي لو روتش ونادي لوهان كويسو ونادي ميتز.

## وصلات خارجية
- صموئيل أليجرو على موقع قاعدة بيانات كرة القدم.إي يو (الإنجليزية)
- صموئيل أليجرو على موقع ليكيب (الفرنسية)